# 家畜保健衛生所法
家畜保健衛生所法（かちくほけんえいせいじょほう、昭和25年法律第12号）は、地方における家畜衛生の向上を図り、もって畜産の振興に資するため都道府県が家畜保健衛生所を設置することに関する法律である。
1950年（昭和25年）3月18日に公布された。

## 構成
- 第1条 - 第2条　設置
- 第3条　事務の範囲
- 第4条　家畜保健衛生所の利用
- 第5条　農林水産大臣の権限
- 第6条　名称の制限
- 第7条　国からの補助
- 第8条　権限の委任
- 附則